# Petăr Merkov
Petăr Hristov Merkov in bulgaro Петър Христов Мерков? (Filippopoli, 3 novembre 1976) è un canoista bulgaro.
Ha vinto due medaglie d'argento alle Olimpiadi di Sydney 2000, nel K1 500m e nel K1 1000m.

## Palmarès
- Olimpiadi

Sydney 2000: argento nel k1 500m e nel K1 1000m.
- Mondiali

1999: argento nel K1 500m.
2002: argento nel K1 500m e bronzo nel K4 200m e K4 1000m.
- Campionati europei di canoa/kayak sprint

Zagabria 1999: oro nel K1 500m, argento nel K4 500m e K4 1000m.
Poznań 2000: argento nel K1 1000m, bronzo nel K1 500m e K4 1000m.
Seghedino 2002: argento nel K1 500m e bronzo nel K4 1000m.